# AR-15 (пистолет)
Пистолет AR-15 — короткоствольное оружие, собранное с использованием ствольной коробки от винтовки AR-15, но с деталями для создания пистолета, которое можно держать и стрелять одной рукой.

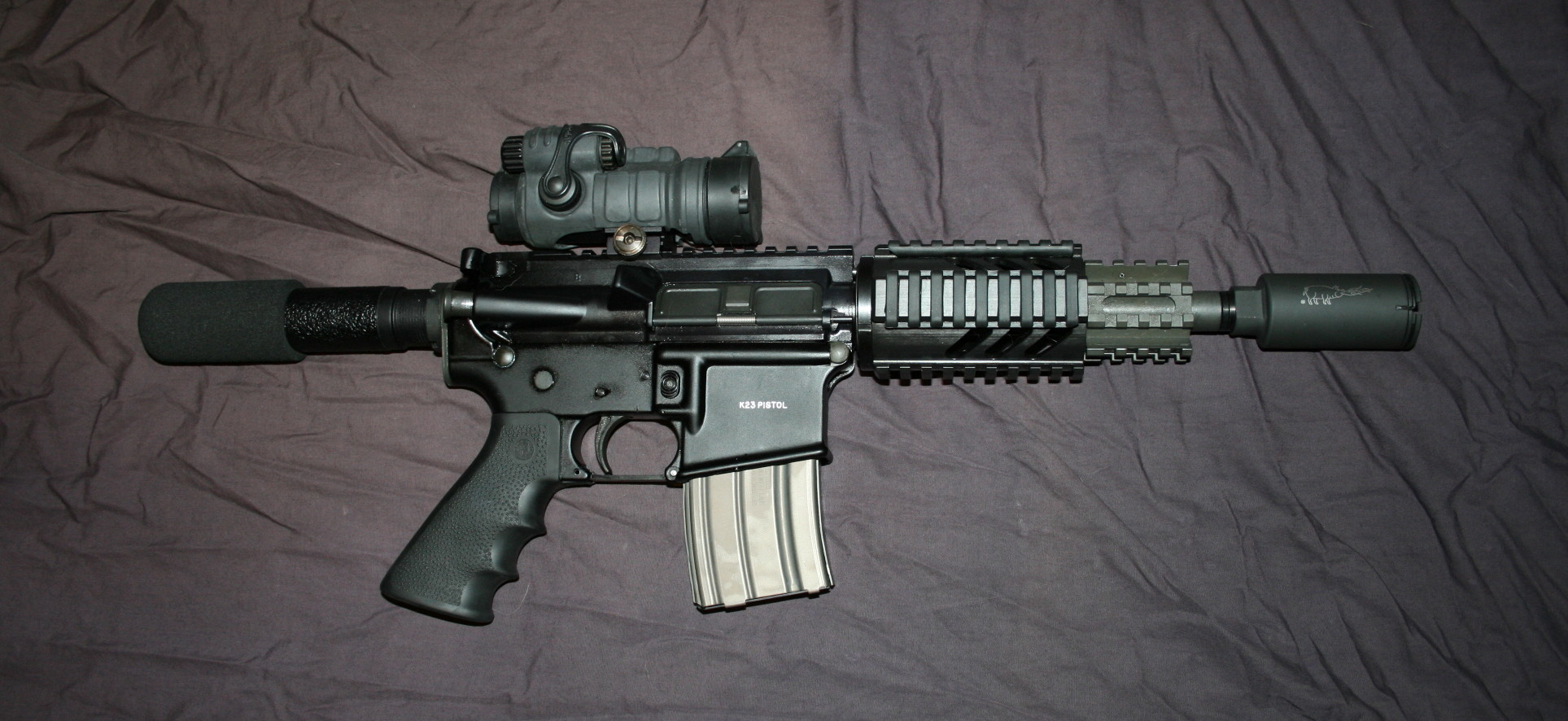
Этот пистолет AR-15 имеет более короткий ствол, а традиционный винтовочный приклад заменён буферной трубкой.

## История
Colt's Manufacturing Company начала продавать самозарядную винтовку Colt AR-15 в 1964 году. Это оружие было собрано из взаимозаменяемых деталей, предназначенных для быстрой замены неисправных частей, при чём для этой работы не были нужны особые навыки оружейника и/или инструменты, необходимые для большинства видов огнестрельного оружия. Другие производители начали создавать аналогичные детали с функциями, отсутствующими в более ранних серийных винтовках. Некоторые из этих деталей можно собрать для создания огнестрельного оружия с общей длиной или длиной ствола меньшими, чем размеры винтовки, установленные законом. Это небольшое огнестрельное оружие может быть классифицировано законодательством США как пистолет.

## Достоинства
- Пистолеты легче использовать людям с ограниченными возможностями[4].
- Пистолеты могут храниться в местах, слишком маленьких для винтовок[5].
- Пистолеты носить с собой легче, чем винтовки[6].
- Пистолеты легче использовать в ограниченном пространстве[3].

## Недостатки
- Ствольная коробка от AR-15 больше и тяжелее, чем у большинства пистолетов[3].
- При стрельбе из пистолетного ствола многие патроны AR-15 имеют более низкую скорость[6] с отвлекающими дульной вспышкой и громким звуком[7].
- В отличие от более крупного огнестрельного оружия с более устойчивым положением удержания, небольшой размер пистолета обеспечивает невысокую точность[6][5].

## В культуре
Пистолеты AR-15 изображены в фильмах «Прямая и явная угроза», «Плохие парни» и «Спаун».